# Rzepnowo (przystanek kolejowy)
Rzepnowo – nieczynny przystanek kolejowy w Rzepniewie w powiecie pyrzyckim, w województwie zachodniopomorskim, w Polsce.